# Penhascoso
Penhascoso ist ein Ort und eine ehemalige Gemeinde (Freguesia) im portugiesischen Kreis Mação. Die Gemeinde hatte 805 Einwohner (Stand 30. Juni 2011).
Am 29. September 2013 wurden die Gemeinden Penhascoso, Aboboreira und Mação zur neuen Gemeinde União das Freguesias de Mação, Penhascoso e Aboboreira zusammengeschlossen.